# Józef Bełza
Józef Bełza (ur. 18 września 1805 w Masłowicach, zm. 24 lipca 1888 w Warszawie) – polski chemik, pionier cukrownictwa w Polsce. 

## Rodzina
Syn Tomasza Bełzy i Antoniny z Rubowskich. 
Początkowo uczył się u księży pijarów w Piotrkowie. Następnie studiował na Królewskim Uniwersytecie Warszawskim, gdzie w 1827 uzyskał stopień magistra prawa, a w 1828 magistra administracji i magistra filozofii. Po ukończeniu studiów pracował jako preparator przy Katedrze Chemii Uniwersytetu. Po 1830 wykładał chemię i technologię w Gimnazjum Warszawskim. W czasie powstania listopadowego był artylerzystą Gwardii Narodowej.
W latach 1836–1858 był profesorem chemii i technologii chemicznej w Instytucie Gospodarstwa Wiejskiego i Leśnictwa w Marymoncie. Był współzałożycielem Szkoły Farmaceutycznej w Warszawie (1840) i profesorem tej uczelni (do 1857). Był współpracownikiem Encyklopedii Orgelbranda. W 1843 otrzymał szlachectwo.
Był propagatorem produkcji cukru z buraków cukrowych oraz popularyzatorem nauk przyrodniczych.
Pełnił urząd komisarza fabryk przy Komisji Rządowej Spraw Wewnętrznych. W 1860 przeszedł na emeryturę.  

## Prace naukowe
- Rozprawa o wodach mineralnych uważanych szczególniej pod względem sposobów i historii ich rozbioru[4] (Warszawa 1829) – nagroda Uniwersytetu Warszawskiego złoty medal
- O wyrabianiu cukru z buraków (1837)[5]
- Zasady technologii chemicznej gospodarskiej (1840, wyd. 2. 1851[6])
- Chemia policyjno-prawna (Warszawa, 1844[7]; wydana przez izbę lekarską i tłumaczona na język rosyjski)
- Dodatek do chemii policyjno-prawnej[8] (Warszawa 1854)
- O wyrabianiu nawozów, ich zasiłków i bodźców, czyli podniet podług Dumasa[9] (Warszawa 1849)
- Krótki rys chemii z dodaniem treściwego zastosowania jej do rolnictwa[10] (Warszawa, 1852)

Wraz z profesorami: Andrzejem Radwańskim i Szymonem Pisulewskim wydał dzieło w jednym tomie pt. Treść nauki przyrodzenia (Warszawa 1850).

## Życie prywatne
W 1846 poślubił Bogumiłę Augustę Teofilę Ostrowską. Miał z nią pięcioro dzieci, m.in. Władysława – pisarza i Stanisława – prawnika. Spoczywa na cmentarzu Powązkowskim w Warszawie (Kwatera 179, Rząd 1, Miejsce 11/12).